# アーサー・マレー
アーサー・マレー（Arthur Murray、1895年4月4日 - 1991年3月3日）は、アメリカのダンサー、ダンスインストラクター、経営者であり、彼の名前を冠したフランチャイズダンススタジオが有名である。アメリカの社交ダンス界のパイオニアとして名高い。
彼はエレノア・ルーズベルト、ウィンザー公爵、ジョンD.ロックフェラージュニア、コーネリアス・ヴァンダービルト・ホイットニー、ポール・ホワイトマン、マーガレット・バーク=ホワイト、マーナ・ロイ、アイナ・クレア、ローウェル・トーマス、ボビー・ジョーンズ、バーバラ・ハットン、エリザベス・アーデン、マニュエル・ケソン、ジョニー・マーサー、ジャック・デンプシーなど数多くの著名人を始め子供から大人までを指導した。
アーサー・マレーのスタジオで踊ることを学んだ著名人には、パトリック・ウェイン、マイケル・ダグラス、アル・パチーノ、マドンナ、メル・ギブソン、ジョン・トラボルタ、グロリア・エステファン等がいる。
なお、大草原の小さな家の女優キャサリン・マクレガー、俳優のD.ジェームズ・ケネディは、かつてアーサー・マレーのインストラクターだったことがある。
アーサーとキャサリン・マレー夫妻は、ダンス界への貢献が認められ、2007年にニューヨークのサラトガ・スプリングスにあるNational Museum of Dance and Hall of Fameの「Mr. & Mrs. Cornelius Vanderbilt Whitney Hall of Fame」に認定、殿堂入りしている。その他、フレッド・アステアやジーン・ケリー、バレエ振付師のジョージ・バランシン、ボブ・フォッシー、イゴーリ・ストラヴィンスキー等が殿堂入りしている。
2020年現在、アーサー・マレーのフランチャイズ スタジオは、世界22カ国、例えばアメリカ、オーストリア、オーストラリア(50年以上歴史のある有名なパラマッタ・スタジオがある)、ブラジル、カナダ、エジプト、キプロス、イギリス、ハンガリー、ドイツ、香港、イスラエル、イタリア、日本、ヨルダン、メキシコ、ラトビア、レバノン、ペルー、ポーランド、ルーマニア、スイス、トルコ、ウクライナ、プエルトリコ、台湾、中華人民共和国、南アフリカ、アラブ首長国連邦などにスタジオを270以上構えているグローバル企業になっており、4000万人以上の人々にダンスを教え、107周年を迎えている。

## アーサー・マレーの生涯

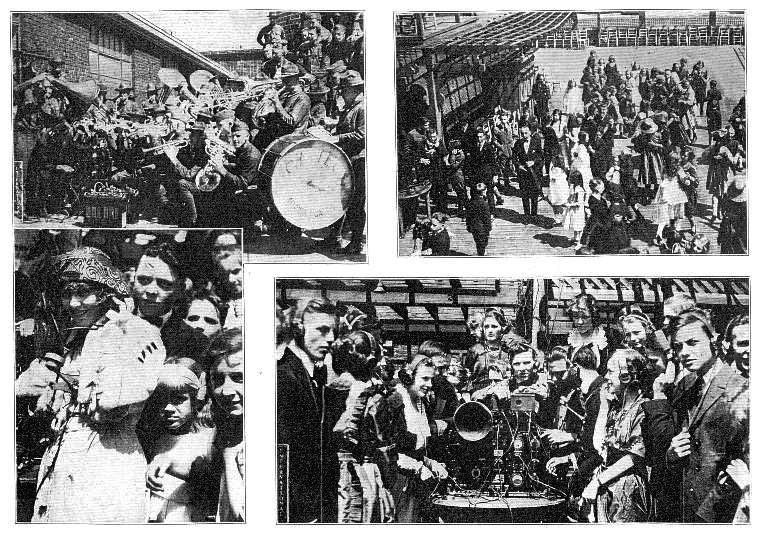
ジョージア大の公式学生年鑑"ブループリント"(Blueprint)に掲載された、1920年のアーサー・マレーによるラジオダンスの様子。 "Ramblin' Wreck"は、その夜に演奏された。

アーサー・マレーは1895年にオーストリア・ハンガリー帝国のガリツィアでモーセ・タイクマンとして生まれる。彼は1897年8月に母親サラとともにアメリカに移住し、エリス島に上陸した。父のアブラハム・タイクマンと共にマンハッタンのローワー・イースト・サイドのラドロー通りに住むようになった。
マレーは子供のころ恥ずかしがり屋で、背が高くてひょろっとした外見を気にしていた。彼は友達のほとんどが楽しんでいる社交活動、特にダンスに参加したいと強く思っていたが、女の子と付き合うのは怖かった。14歳の時、女の子に人気があって彼が尊敬していた友人、ジョー・フェイゲンバウムが彼に最初のダンスステップを教えた。
1912年、彼が17歳のときに、昼間は製図者として働きながら、夜間にダンスを教え始めた。また、有名なアイリーンとヴァーノン・カッスル夫妻の有名なダンスチームでカッスルウォークとタンゴを勉強し、すぐに教師に成り、彼らのもとでバニーハグ、グリズリーベア、ワンステップなどの新しく大流行していたダンスを教えた。（カッスル夫妻はフォックストロットを洗練させ、普及させた人物である。）
高校卒業後にマレーは、グランド・セントラル・パレスでの初のダンスコンテストで優勝した。一等賞は銀杯だったが、マレーは持ち帰れなかった。彼のパートナーは、それを取ってしまった。銀杯は質屋に持っていかれてしまった。この損失はマレーに強い印象を与えた。
ダンスインストラクターの仕事とは別に、マレーはブルックリン海軍工廠で製図工として、またニューヘイブン・レジスターで記者として働いた。
カッスル夫妻のもとで会ったカトルストン男爵夫人は、ノースカロライナ州アッシュビルの裕福な地区に秋から冬の間は移住して、ダンスの家庭教師にするように彼を説得した。マレーは19歳の1914年11月28日、バッテリーパークホテルに到着し、マサチューセッツ州ボストンのデヴェロー邸で教え始めた。同年、第一次世界大戦が勃発すると、米国で反ドイツ運動が盛り上がり、"タイクマン"はドイツ風の名前であったため、「アーサー・マレー」と改名するようにカトルストン男爵夫人から勧められた。
アシュヴィル・シチズンは1920年にマレーがバッテリー・パークで六回の夏を過ごしたと報告した。その頃、彼はダンススタジオのチェーンを始め、高給のダンス作家になった。また、イギリスで最も古いレコード会社の一つであるコロンビアグラモフォン社（後のEMI社）でダンスを教えるためのレコードを製作する契約にも署名した。
その後、1919年に、マレーは、ジョージア工科大学で経営学を学び始め、アトランタのジョージアン・テラス・ホテルで暇な時間に社交ダンスを教えた。フォーブスは「この学生は、年間15,000ドルを稼ぐ」と特集を書いた。1920年に、マレーは世界初の「ラジオダンス」を組織化した。ジョージア工科大学キャンパスのバンドが"Ramblin' Wreck"などの歌を演奏し、アトランタのダウンタウンのキャピタル・シティー・クラブの屋根の上のおよそ150人のダンサー(ほとんど工学部の学生)のグループに向けて放送された。
マレーは、友人のウィリアム・ジェニングス・ブライアンがある晩、ホテルで「...どうやって集金したらいいか、いい考えがあるんだ。彼らに左足で教えるだけで、お金を払うまで、右足で何をしたらいいか教えてはいけない！」と気軽に言ったことからヒントを得た。マレーはブライアンの言葉を思い出し、郵便配達で、足跡図を使ってダンスのステップを教えるというアイデアを思いついた。「アーサーマレーメールオーダースクールダンス Arthur Murray Mail-Order School of Dance」は数年の間に、50万以上販売された。
1925年4月24日、マレーはのキャサリン・コーンフェルダーと結婚した。彼がダンスのレッスンを放送している時、彼女は聴衆の一人だった。
結婚後、通信販売は衰退し、マレー夫妻は個人指導のダンススクールを開いた。
特に1938年と1939年に、当時まであまり知られていない「ランベス・ウォーク」（ミュージカル「Me and My Girl (1937)」の有名な歌で使われている。イギリスのロンドンの地名）とスウィングダンスの一つである「ビッグアップル」という二種類のダンスを彼が発表して大流行になった時、彼のビジネスもまた繁栄した。ダンスは全国のホテルチェーンで教えられ、「アーサー・マレー」という名前が世間に浸透した。
アーサー・マレーはダンスの歴史上最も成功したダンスインストラクターになり、その様子は「アーサー・マレー帝国」とまで呼ばれるようになった。
私生活においては、アーサーとキャサリン・マレー夫妻にはジェーンとフィリスという双子の娘がいた。1951年6月4日にジェーンはハイムリック法を考案した医師のヘンリー・ハイムリックと結婚した。フィリスは教育者のエドワード・アーバイン「テッド」・マクドウェルと結婚した。
1950年代に、マレーは関連市場がどこでダンススタジオを強化し、収入を多様化するかを見極め、自分の名前を冠した二つのプロジェクトを立ち上げ、新しい市場を開拓した。一つはテレビ、二つ目はレコード業界だった。
マレーは妻のキャサリンが司会を務めるバラエティ番組形式のダンスプログラム「アーサー・マレー パーティー」をTVで放送した。この番組は、1950年から1960年にかけて、CBS、NBC、DuMont(デュモント)、ABC、そして再びCBSにて放送された。それぞれのショーの最後には、ヨハン・シュトラウスの音楽へのワルツが含まれていた。この非常に人気のある番組は、アメリカ全土のテレビで12年間続いた。
マレーは大手レコード会社と契約して、ダンス音楽のセットを発売し、各レコードには無料のダンスレッスンのクーポン券をつけた。キャピトル・レコードからはシリーズ「Arthur Murray Favorites　アーサー・マレーのお気に入り」として、当初は10インチEPレコード盤で、後に12インチLPとして発売した。レ・バクスターとオーケストラは、タンゴ(1951)とワルツ(1955)のアルバムを録音した。トランペット奏者ビリー・メイは、マンボとフォックストロットのレコードのバンドリーダーとしてデビューし、彼がラテン音楽を演奏した時にビリー・メイのリコ・マンボオーケストラという名前で、マレーのいくつかのレコードを指揮した。レイ・アンソニー・オーケストラはスウィングとフォックストロットのアルバム、ラテンアメリカのバンドリーダーのチュイ・レイエ（Chuy Reyes)とエンリック・マドリゲラ(Enric Madriguera)は、それぞれルンバとサンバのアルバムで演奏した。RCAビクターは、ツイストのような新しいダンスの人気に乗じ、1960年初めにマレーともう一つのダンスシリーズ「Music for Dancing ダンスのための音楽」で協力した。このレコードは、主にアーサー・マレーオーケストラとアーサー・マレーTVダンスオーケストラで構成されていたが、RCAの専属編曲家(ジョニー・カマチョ、ビル・ステグマイヤー、レイ・カーター)が主導した。これらのレコーディングの一部は、ソニーによってイージーリスニングのCDとして再発行された。
マレーは1964年に引退したが、1970年代後半のダンス フィーバーディスコ ショーにゲストとして出演するなど、時々活動を続けた。
長い間、マレーはホノルルとニューヨークのライに2つの家を持っていた。ホノルルの自宅で死去、享年95。娘のフィリスによると、肺炎が死因だった。死ぬ少し前まで元気で健康だった。

## アーサー・マレー スタジオの始まり

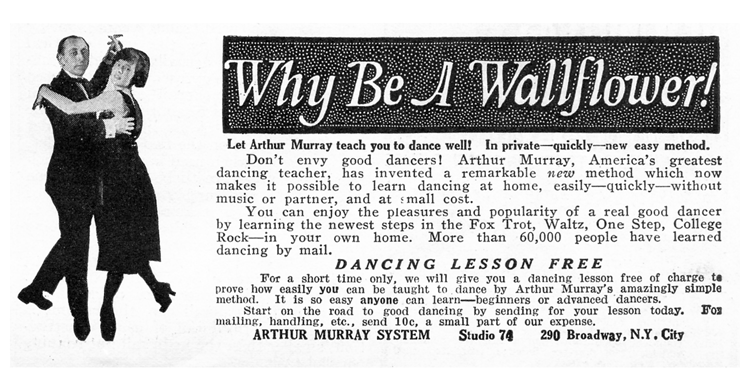
アーサー・マレー ダンスシステムの広告

彼の最初のビジネスはキネトスコープを用いて手紙でダンスを販売することだった。このビジネスは当初は成功していたが、運送中にキネトスコープが破損し、製造業者が倒産して、最終的に失敗した。
2番目のビジネスは、「フットプリント(足型図)」を印刷し、販売することであった。この「フットプリント」を床に置くことで、ダンサーを目指す人が踊り方を学ぶことができた。この通信販売業は成功した。しかし、雑誌広告の料金の上昇と通信販売購読を買うことができる顧客の数の減少のために、このサービスは不況の間に中止された。
キャサリンと結婚後の1925年に始められ、個人指導のダンススクールだった。1929年の世界恐慌の時期は困難を極めた。スタジオはニューヨークの11 East 43rd Streetにあり、 6つのフロアをレッスンに使用していたが、2階のみが使われるだけの状態で何とか大恐慌を乗り切った。1930年にマレーは「マレーゴーランド Murray-Go-Round」という雑誌を創刊し、広報した。
彼の3番目のビジネスは、ブランド化されたダンスレッスンをフランチャイズシステムを通して販売することだった。 アーサー・マレーはスタットラー・ホテルチェーンのためにダンスインストラクターを訓練し、やがて彼らは様々なホテルに赴きダンスを教えた。そして、マレーは各フランチャイズから利益の一部を受け取った。
1938年～1939年に「ランベスウォーク」と「ビッグアップル」の2つのダンスの大流行と繁栄により、ビジネスはさらに拡大し、アーサー・マレー フランチャイズ ダンス スタジオはミネソタ州ミネアポリスで営業を始めた。 他のスタジオも続々と営業を始めることになった。アーサー・マレーダンススタジオは、2番目に歴史のあるフランチャイズ カンパニーである（1番目は、1919年に始まったA&Wである）。
アーサー・マレーのスローガンは「あなたが歩くことができれば、私たちはあなたにダンスの仕方を教えましょう」であり、生徒が10レッスンで踊ることを学ぶことを保証した。彼は新しいトレンドや慣習に適応でき、最新の流行に関して何らかの形の指導を即座に提供した。大衆が要求するレッスンを提供する能力は、彼の成功の基本的な方法であった。
1946年までにアメリカ中に72のスタジオがあった。
第二次世界大戦後、1950年代にマレーは、アメリカでラテンダンスの人気が高まっていることに初めて気づいた人物であった。当時キューバでは多くの競技会が開かれていて、アーサー・マレーのトレーナーや教師たちは、最近流行しているホットなラテンスタイルや動きについて、直接知識を得ることができた。
1960年には、450までスタジオが増えていたという。この広がりを通じ、彼はアメリカンスタイルのダンス体系化と標準化の基礎を築いた。

## アーサー・マレー スタジオの新しい時代
1964年にアーサー・マレーが引退した時、フランチャイズ加盟者のグループが同社を買収し、新しい精神とリーダーシップを同社にもたらした。Philip S.Masters、George B.Theiss、Samuel A.Costelloの指揮の下、会社は自らを再発明し始めた。この新しいリーダーシップの下、アーサー・マレー フランチャイズド ダンスセンターは、急速に変化する「ユースカルチャー」に歩調を合わせ、今日も世界最大のダンスインストラクション組織として栄えている。アーサー・マレーのダンスインストラクターはスタジオだけでなく、ハリウッド映画のセット、ブロードウェイの舞台裏、そして世界の舞台となる音楽を宣伝する主要な芸能人と提携している。映画がダンスを含む時にはいつでも、アーサー・マレーが何らかの形で関わっているのは間違いない。
一例として、「ダンシング・ハバナ」「ダンシング・ハバナ2」「ダンス・ウィズ・ミー」「美容師と野獣」「フラッシュダンス」「アメリカン・プレジデント」「トゥルーライズ」「サタデー・ナイト・フィーバー」「セント・オブ・ウーマン／夢の香り」などに出演、協力。また、アーサー・マレーインターナショナル社は、日本発の社交ダンスの映画である「Shall we ダンス? 」の英語版のリメイクであるリチャード・ギアとジェニファー・ロペス主演のハリウッド映画 「Shall We Dance?」のオフィシャルスポンサーであった。1977年の「サタデー・ナイト・フィーバー」により、1978年には誰もがディスコペアダンスのハッスルを学びたいと思い、ダンス競技会やスタジオの人気が復活した。
アーサー・マレーの名前は、ヴォーグ、マーサ・スチュワートウェディング、スミソニアン（文芸雑誌）、スポーツイラストレーティド、ウーマンズデイなどの主要な全国誌に定期的に掲載されている。あるいは、広告主が消費者にロマンスや親密さ、あるいはただ単に楽しい!というメッセージを届けたいと思っている所ならどこでも存在する。例として、ギャップのカーキ・スウィングのコマーシャルや、ダンスを踊るM&Mやガソリン・ポンプがある。
アーサー・マレーのダンスに対するコミットメントはさらに進んでおり、ダンススポーツとして知られるプロとアマチュアの競技ダンスの世界に、経営幹部が深く関わっている。アーサー・マレー社の役員の多くは、オリンピックスポーツとして競技ダンスを最前線に持ってくることに貢献している。2019年、イギリスのブラックプールで開催されたBritish Open Dance ChampionshipのDSI-TVライブストリームのワールドワイドのスポンサーであった。一部の日程では、全世界の視聴者がフリーで放映を視聴できた。なお、ブラックプールの大会では、インターナショナルスタイルだけでなく、アメリカンスタイルの部門も併設されている。
2016年6月には、インストラクターのトミー・ベルモンテズとドリュー・ミラーが、同性ペアによる競技ダンスに転向したインタビューが掲載された。ABCニュースで取材を受けたトミーは「私は、同性ペアのダンスが社交ダンス界に大きな影響を与えることができ、そしてこれからもそうするであろうと信じています。世界中のスタジオで、私たちのペアダンスの世界は大きく見えるかもしれません。しかし、問題の事実は、私たちが、踊れない人々の数と比較して小さいということです。人種、性的指向、または性同一性の判断なしにダンサーを受け入れるコミュニティを持つことは、世界を変え、私たちのダンスコミュニティを今までで最大のものにします。「私たちは「ダンスには障壁がない」と言っているので、これが真実であるためには、私たちは開放し、機会を与え、そしてすべての人を歓迎する必要があります。」と語っている。
2019年7月には、アーバインで開かれたUnique-Dance-O-Rama（競技会）において、アーサー・マレー初の同性ペアによる競技会部門が開催された。

## 大衆文化の中に見られるアーサー・マレー
アーサーとキャサリン・マレー夫妻は、熟練してエレガントある一方で、カッスル夫妻やフレッド・アステアとジンジャー・ロジャースのようなダンサーの称賛を得ることはなかったが、成功したビジネスのために、その名前は、社交ダンスやダンスレッスン、特に古き良きダンスと同義語となった。彼らの名前は、歌、映画、テレビ番組等に登場し、誰もが思い浮かべられるものとなった。
- ミュージカル映画『艦隊入港 The Fleet's In』(1942年)の中でベティ・ハットンが歌い大ヒットした「アーサー・マレーは急いで私にダンスを教えた　Arthur Murray Taught Me Dancing in a Hurry」がある。この曲は、ジョニー・マーサー(Johnny Mercer）とヴィクター・シュレツィンガー(Victor Schertzinger)によって書かれた。
- 映画『青空に踊る』(1943年)で、フレッド・アステアとジョーン・レスリーがダンスをした後、ジョーンが「どこでこんなダンスを習ったの？」と聞くと アステアは「アーサー・マレーだよ」と答えるシーンがある。
- 1946年、キューバン-アメリカン ミュージシャンのデジ・アーナズは、映画「キューバンピートCuban Pete」に主演し、同時にレコーディングした同名の歌の中で、「キューバのピートはアーサー・マレーのように急いであなたを教えていないと　"Cuban Pete doesn't teach you in a hurry like Arthur Murray" 」 と歌っている。この歌は、映画「マスク」でも使用されている。
- アメリカのシチュエーション・コメディ "アイ・ラブ・ルーシー"のエピソード"Little Ricky Gets a Dog" (1957)の中で、ルーシーがリッキーに「アーサー・マレーからメキシカン・ハットダンシングのレッスンを受けている。」と言っている。
- 1954年にアメリカで公開されたロマンチックコメディ映画（日本では未公開）『Phffft!』(監督：マーク・ロブソン 出演：ジャック・レモン、ジュディー・ホリデー、キム・ノバック)の中で、 ジャック・レモンの役柄である(ロバート トレーシー)が、ニューヨークのアーサー・マレーダンススタジオに入っていき、ダンスの先生のメリー・アンダースと踊っている姿が見られる。 また劇中では、レモンとホリデー(ニーナ・トレーシー)がナイトクラブでルンバとマンボを踊る古典的なダンスシーンも見られる。映画の後半に、レモンがホリデーの書いた使用済み小切手を調べるシーンがあるが、そこには"...thirty-nine dollars and forty cents to Arthur Murray Dance Studio"と書かれている。
- 1960年公開の映画『アパートの鍵貸します』(原題：The Apartment ：監督：ビリー・ワイルダー 出演：ジャック・レモン、シャーリー・マクレーン)では、ジャック・レモンの役柄である(C.C.バド・バクスター)は、アーサー・マレーについて言及している。バドはフラン(シャーリー・マクレーン)に、自分が現在アーサー・マレーでレッスンを受けており、後ほど"彼のことを全く知らない"と明言しているマージー(ホープ・ホリデー)に次のように自己紹介をし、『失礼、C.C.バクスターです。常務取締役で、アーサー・マレーの卒業生であり、恋人です』と言っている。
- 1987年の映画『ダーティー・ダンシング』(Dirty Dancing)で、ジョニー・キャッスルが、丸太の上でバランスをとりながらベビーダンスを教えるシーンで、アーサー・マレーが新しいダンスインストラクターを探していた時に、アーサー・マレースタジオでトレーニングを受けたと言っている。
- 1995年公開の映画『アメリカン・プレジデント』では、シドニー・エレン・ウェイドがダンス中に大統領に「踊り方を知らないんです。」と言うと、大統領が「それならアーサー・マレーに。6レッスンで踊れるよ。」と答えた。
- 1978年のフォークシンガーのスティーブ・グッドマンのフォークソング「ダンスを習いたいかい？　Would You Like to Learn to Dance?」の中でも登場する。 最初の句は「僕らは床の上にアーサー・マレーのパターンを描ける。 We can draw the Arthur Murray patterns right here on the floor」という引用を含んでいる。
- イギリスのフォークシンガーで作家のリチャード・トンプソンの「涙が染めた手紙 Tear Stained Letter」はアーサー・マレーを引用している。最初の一節には「彼女はアーサー・マレーのように私の頭の上で踊った…」という行が含まれている。この曲は1983年のアルバム「やさしさの手　Hand of Kindness」に収録されている。
- フォーク・ロックミュージシャンのヴィック・チェスナット(Vic Chesnutt)の1998年のアルバム「セールスマンとベルナデット　The Salesman and Bernadette」の中の8曲目に「アーサー・マレー」というタイトルの曲が収録されている。
- 1950年代初頭のアーサー・マレーのダンスインストラクターの中には、全国的なダンスコンテストで一等賞を受賞した、俳優のD.ジェイミー・ケネディがいた。 彼は1956年6月17日、アメリカで一番長いゴールデンタイムのテレビ番組であるのCBSのパネルゲームショー、What My My Lineのエピソードでゲストとして登場した。
- フレッド・アステアの自伝「Step in Time」には、アステアがボールルームダンスを習いたいというファンに宛てて「私が何百何千と受け取っているファンレターには、長年の個人的知り合いであるアーサー・マレーの所に行くよう勧める返事を時折送ったものだ」というくだりがある。

## アーサー・マレーの著作
アーサー・マレーは数々のダンス教本を残している。
- The Modern Dances(1922)　現代のダンス[14]
- How To Become a Good Dancer(1938)　いかにしたらよいダンサーになれるか[15]
- Arthur Murray's Dance Book(1941)　アーサー・マレーのダンス教本[16]
- The Arthur Murray's The Popularity Book(1945)　アーサー・マレーの人気の本[17]
- The Arthur Murray's Dance Secrets(1946)　アーサー・マレーのダンスの秘密[18]
- Let's Dance : Companion Book of Ballroom Dancing(1953)  踊りましょう：社交ダンスの同伴書
- Ballroom Dancing(1953)　ボールルームダンシング[19]
- Arthur Murray's Let's Dance(1959)　アーサー・マレーのさあ、踊りましょう[20]

「How To Become a Good Dancer」は多くの版を重ね、彼のダンスのテクニックを体系化したもので、その多くは、初期の社交ダンスのマニュアルに書かれていたバレエの5つのポジションと足のターンアウトに基づいている。

## アーサー・マレーの音楽
- Arthur Murray Favorites - Tangos by Les Baxter E La Sua Orchestra (1951)
- Arthur Murray – Swing Fox Trots by Ray Anthony And His Orchestra (1954)
- Arthur Murray - Modern Waltzes by Les Baxter And His Orchestra (1955)
- Arthur Murray - Modern Waltzes (Part2) by Les Baxter And His Orchestra (1955)
- Arthur Murray Cha-Cha Mambos by Billy May's Rico Mambo Orchestra (1955)
- Arthur Murray Favorites - Rhumbas by Chuy Reyes & His Orchestra (1955)
- Arthur Murray Rock N' Roll by Big Dave And His Orchestra (1956)
- Arthur Murray's Music For Dancing - Cha Cha by The Arthur Murray Orchestra (1959)
- Arthur Murray's Music For Dancing - Mambo - Rumba - Samba- Tango - Merengue by The Arthur Murray Orchestra (1959)
- Arthur Murray's Music For Dancing - Waltz by The Arthur Murray Orchestra (1959)
- Arthur Murray's Music For Dancing - Fox Trot by The Arthur Murray Orchestra (1959)
- Arthur Murray's Music For Dancing The Twist! By King Curtis Combo (1961)
- Arthur Murray's Dance Course Directed By Ray Carter (1963)
- The Arthur Murray Orchestra – The Fabulous Ballroom Collection(1998)

Music For DancingシリーズはAmazon Music Unlimitedで聞くことができる。

## アーサー・マレースタジオに関わる人々

### John Kimmins　ジョン・キミンズ
- アーサー・マレー インターナショナル社　社長(2007～現在)
- Blackpool Dance Festival Champion in 1976　ブラックプールチャンピオン
- German Open Championships Champion in 1976　ジャーマンオープンチャンピオン
- アメリカンボールルームカンパニーの社長（1992年～2005年）
- 世界ダンス議会（WDC）規則委員会の委員長(1993年～2004年)
- World Federation of Ballroom Dancers会長
- NDCAチャンピオンシップ委員会委員長、財務委員会委員長
- Embassy Ball Championships[22]の共同主催者

彼は世界中のトップレベルのカップルを指導し続け、数多くの世界選手権、国際選手権、イギリス選手権、さらにはブラックプールのオープンイギリス選手権など、世界で最も権威のある選手権の審判員を務めてきた。

### Snejana "Snow" Urbin　スノー・アービン
- トラベリングコンサルタント、現役競技選手
- 2017 Arthur Murray World Champion　アーサー・マレーワールドチャンピオン
- 2017 3rd in Blackpool　ブラックプール第3位
- 2017 British Rhythm Champion　ブリティッシュリズムチャンピオン
- 2017 Open Canadian Champion　オープンカナディアンチャンピオン
- 2017 Canadian National Champion　カナディアンナショナルチャンピオン
- 2018 Arthur Murray World Champion　アーサー・マレーワールドチャンピオン

■ミュージックビデオの振り付け
- シャキーラ & ワイクリフ「Hips Don't Lie」
- マドンナ「I'm Going To Tell You A Secret」

■映画やTV、舞台出演
- 「魔法にかけられて」(2007)
- Dancing With the Stars (Pro Dancer Competition)
- Burn The Floor (リードダンサー)

### Hunter Johnson　ハンター・ジョンソン
トラベリングコンサルタント、アーサー・マレーダンス委員会メンバー、フランチャイジー、エリア5委員長、振付家
- 2006 Open to the World Ballroom Champions
- U.S. Open Smooth Finalists, 2000-2007 　7年連続全米オープンスムースファイナリスト
- Winners of over 25 Open Professional Titles
- Arthur Murray Ballroom Champions アーサー・マレー ボールルームチャンピオン
- America's Ballroom Challenge（英語版）　振付
- 「アメリカン・ダンスアイドル(So You Think You Can Dance)」　シーズン3～5の振付

### Michelle Barry　ミシェル・バリー
トラベリングコンサルタント, アーサー・マレーダンス委員会メンバー、フランチャイジー
- Under 6 All Ireland Champion
- Under 21 Open British Champion.
- European,International and Open British Professional Champion
- Former Open British Blackpool Champion
- All Ireland Champion, European & Vice World Champion

来日経験があり、トラベリングコンサルタントとして指導している。
Dancing with the Starsの審査員として有名なLoraine Barryと姉妹で、フロリダ州タンパのスタジオを共同運営している。

### Nick Kosovich　ニック・コソビッチ
トラベリングコンサルタント、ダンサー、Dancing with the Stars出演(シーズン1、2、3、5)、コーチ、衣装デザイナー、作家、俳優、モデル、ダンスウェアのLeNique Dancewearを設立した。来日経験がある。
- Prestige Awards Menswear designer for the year 2009
- Two-time U.S. American Ballroom Champion
- 2005 World American Ballroom Champion
- Two-time U.S. Classic Showdance Champion
- Two-time World Classic Showdance runner-up
- Arthur Murray National American Ballroom Champion

### Shirley Johnson　シャーリー・ジョンソン
トラベリングコンサルタント、ダンサー、コーチ、振付師、インターナショナルスタイル・スタンダード、ラテン、アメリカン・スムース、アメリカン・リズムを専門とする。アーサー・マレーのダンススタジオの主任審査員兼試験監督。来日経験がある。チャチャのシラバスの作成者でもある。
- United States Latin American Champion
- Canadian Closed International style Latin finalist
- Semifinalist at the World Latin Championships
- Member of the National Dance Council of America
- United States Imperial Society Of Teachers of Dancing, member

### Sam Sodano　サム・ソダノ
- North American Latin Champion　元北米ラテンチャンピオン
- 今日知られているプロ-アマ競技会の様式を開発し、世界中に広めることに貢献した。World Pro-Am DanceSport Series、Fordney Foundation Junior and Youth DanceSport Series、The Best of the Best DanceSport Challenge は彼が制作に大きな役割を果たしたダンススポーツシリーズ
- 米国で最大かつ最も権威のあるダンスコンペティションのひとつ、Ohio Star Ball Championshipsの開催者。
- Regarded as the most successful competition organizer in the world
- Humanitarian Award Recipient　人道支援大賞受賞
- Lifetime Achievement Award Recipient　AFI生涯功労賞受賞
- アーサー・マレーのインストラクター、Arthur Murray International Dance Boardの会長、審判員として47年以上活動した[28]。

### Bill Sparks　ビル・スパークス
シャーリー・ジョンソンのパートナー。1989年から1996年までアーサー・マレーでインストラクターをした。

### Bob Powers 　ボブ・パワーズ
- 12回無敗の米国 アメリカンリズムチャンピオン[30]
- ワールドマンボチャンピオン 3回
- 世界ショーチャンピオンシップのファイナリスト
- World Dance Arts Foundation会員
- コアリズムフィットネスプログラム製作者
- NDCA及びWDCの認定審判員
- アーサーマレーアリゾナ州メサ／チャンドラースタジオフランチャイジー[31]

### Julia Powers 　ジュリア・パワーズ
ボブ・パワーズのパートナー。12年連続、アーサーマレーインターナショナル社公認の審査官を務めた。コアリズムフィットネスプログラム製作者。

### Bobby Gonzalez ボビー・ゴンザレス
トラベリングコンサルタント、 アーサー・マレーダンス委員会メンバー、エリア6ダンスディレクター、ビジネストレーナー。ブロンズ・サルサ、シルバーのクラブサルサシラバスの作成者。来日経験がある。

### Paul Killick　ポール・キリック
著名なダンサー。2012年からビバリーヒルズのArthur Murray Internationalの旗艦スタジオのオーナー兼ディレクターを務めている。

### Ken Richards　ケン・リチャーズ
経営学修士号を持つダンスインストラクター。アーサー・マレーインターナショナル社の国際フランチャイズ本部のマーケティングディレクターを7年間務めた。アメリカから初めて世界ダンススポーツ連盟（WDSF）の認定技術審査官に選ばれた人物で、USA Danceの元会長。

### Rickey Geiger リッキー・ガイガー
北米ダンススポーツ教師協会 (NADTA) の創設者の一人。1964年、ロンドンのアーサー・マレースタジオから電話を受け、アメリカで世間の注目を集め始めたインターナショナルスタイルを教えられる人として彼女が選ばれ、米国へ渡った。リッキーの契約は1年で、彼女はシラバスを作成し、教師の訓練をした。

## アーサー・マレースタジオでのダンス指導
ウェディングダンス、ソーシャルスタイルのペアダンスから、競技ダンス・ダンススポーツまでを一貫して取り扱っている。
アメリカンスタイル、インターナショナルスタイル（イングリッシュスタイル）、クラブダンス、アルゼンチンタンゴ、スウィングダンス、カントリーダンス等、扱う種目は40種類以上と多岐にわたる。
アーサー・マレーのスタジオでは、各ダンスにPre Bronzeプレブロンズ（入門プログラム）からGoldゴールドレベルまでのシラバスが設定されており、また複数のダンスを効率よく習得できるよう、ダンス体系が相互に関係づけられたシステムが取られているため、未経験者でも無理なく様々なダンスを習得できるようになっている。生徒には、ペアダンスの技術やダンスタイムでの振る舞い方等を楽しくかつ過不足なく学べるように、例えば「半年後のクルーズ旅行で踊れるようになりたい」等、生徒の希望や目標に合わせたカリキュラムを担当インストラクター及びスーパーバイザーと共に作成し、プライベートレッスン、グループレッスン、プラクティスパーティ、スタジオパーティを柱に、プログラムが提供される。それと共に、トラベリングコンサルタントによるレッスン、メダルボール、ショーケース、Dance-O-Rama(ダンスオーラマ)と呼ばれる競技会、その他のイベントが組み合わされて、ペアダンスのワンストップサービスとなっている。
なお、在籍している生徒は世界中のスタジオでレッスンやパーティに相互に参加することができる。

### ■3-way Teaching system（３ウェイ ティーチング システム）
【プライベートレッスン・グループレッスン・プラクティスパーティー】の１ユニットを通じて、生徒は可能な限り短い時間で良いソーシャルダンスが踊れるようになる…というシステムが、アーサー・マレーオリジナルのメソッドである。

#### 【プライベートレッスン】
- 体験レッスンから。一人でも、夫婦等のカップルで受けることも可能[49]。専属のインストラクターが付き、進歩に対して責任を持つ。
- 基本的に、未経験者の場合は、アメリカンスタイルのワルツ、タンゴ、フォックストロット、ルンバ、チャチャ、スウィングの6ダンスがベースとなることが多い[50]。メレンゲ、マンボ、ハッスル、サンバの4種目が加えられることもある[51]。希望や進度に応じて、インターナショナルスタイルやスペシャリティ種目が加えられる。
- 定期的に、他のインストラクターとエクスチェンジレッスンができる。様々なパートナーやダンススタイルに適応するための経験と練習を積む。
- Team Teaching（チームティーチング）の考え方が取られており、情報及び、講師の複数の視点を活用して、指導の効果を最大化する為、生徒のダンスプログラムを複数の教師が担当する。種目ごと、リード／フォロー、等、生徒の希望にあわせて、習いたいインストラクターを指名することも可能である[52]。
- スタジオで行ったすべての指導記録はパーソナルファイルに保管され、振り返ることができる。
- 一定回数ごとにスタジオのスーパーバイザーによるProgress Check（プログレスチェック）というフォローアップシステムが用意されている[53]。

#### 【グループレッスン】
- 様々な生徒と踊ったり、良いダンスの習慣を身に付けたりする場[54]。
- プライベートレッスンで未経験の種目やステップに出会う機会であり、プライベートレッスンの効果をスピードアップさせる。
- 皆がゆったりとして楽しい時間を過ごせる環境として配慮され、新しい人と出会い、新しい友人を作るのに最適である。
- ほとんどのスタジオでは、事前の予約は不要。
- テクニック、スタイル、そしてパターンのバリエーションを「紹介」と「繰り返す」ことが強調される。
- 扱う種目は全て。アメリカンスタイル、インターナショナルスタイル、クラブダンス等、様々なダンスが、入門からレベル別に設定。
- スタイリングやアームワーク等のテクニック、音楽のクラスも場合に応じて設定される。

#### 【プラクティスパーティー】
- 実践練習と予行演習として強く推奨されている。スタジオにより、定期的に、週に1～３回程度開催されている[55]。
- 他の生徒、インストラクターと一緒に楽しい時を過ごし、一緒に学んだこと、プライベート・グループレッスンで学んだ新しいダンススキルを活かしながら、悪い習慣を身につけることも防ぐ。
- 結婚披露宴、オフィスパーティー、またはナイトクラブでの様子をシミュレートしている。
- リラックスした快適な環境の中で、必要な経験と自信を得ることできる。

つまり、生徒は、これらのシステムの中で、あらゆる状況で学んだ踊りやフィガーを適用できる「適用可能性」、従うべき順序がなく、即興でダンスを組み立てられる「マネージメント性」、学習したフィガーをどんな方法でも自由に組み合わせたり、他のダンスに試したりする「相互互換性」を身に着ける。そして、音楽を使った多くの練習を通して成長し、また、ここでは「特別な社交ダンス用の音楽」を必要としないので、いつでも好きな音楽でダンスができるという環境で成長できる。そして、どんな場所でも、どんな音楽を耳にしても、踊れるようになる。

### ■イベント

#### 【スタジオパーティ】
- ほとんどのスタジオでは、毎月１回、スタジオパーティを開催している[57]。
- 「夏」「魔法」「クルーズ」「ハロウィン」といったテーマが設定され、そのテーマに合わせた服装や音楽、ダンス、生徒によるソロエキシビションやグループヒートの発表、プロショーが催し物として行われる。
- ゲストパーティと銘打っている場合は、友人や普段スタジオに来ていない参加者向けに、未経験者向けのワークショップが開催される。

#### 【Showcase ショーケース】
ショーケースは、グループヒート（自分のダンスプログラムのレベルに制限されたクローズドカテゴリ／レベル制限のないオープンカテゴリ）やソロエキシビション、ジェネラルダンスタイムやプロショー等から成るイベントである。通常のメダルプログラムに加え、いつもは経験できないソーシャルダンスのスキルと共にショーマンシップと音楽表現を開発することを目的とする。

#### 【Medal Ball メダルボール】
メダルボールは、あるレベルのダンスプログラムから次のレベルへと「卒業」した学生を称えるガラダンスイベントで、楽しくエレガントな雰囲気の中でダンスを楽しむ機会を学生に提供する。

#### 【Dance-O-Rama ダンスオーラマ】
ダンススポーツの競技会は、2～５日間にわたる刺激的なイベントであり、多くの生徒が、選んだダンスを自分のレベルで競う。ダンス競技会(生徒、プロ、ジャック＆ジル等様々な形式の競技が催される)、カクテルパーティー、ディナータイムのダンス、エキサイティングなプロのショー等のアクティビティ等のお祭り。「DORに参加することは1週間以内に50回以上のレッスンを受けることと同じ」とも。

### ウェディングダンス
各スタジオでは、「アメリカを例にすると、80～90%の結婚式でダンスシーンを取り入れている」ともされる、欧米の伝統的なセレモニーの一つである結婚式でのダンス、いわゆるウェディングダンスの文化を取り入れており、新郎新婦が初めて踊るファーストダンスや、新郎が母親と、あるいは新婦が父親と踊るラストダンス等を、新郎新婦の希望を聞きながら振り付け、選曲、演出等をプランニングしている。

### キッズダンス
スタジオによっては、キッズダンスのプログラムも提供されており、「楽しい音楽でリズム遊びやペアダンスを行うことにより、リズム感やコミュニケーション力を育む」という。

### コーポレートプログラム
ペアダンスをリラックスした環境の中で楽しみながら学び、ビジネスにおけるパートナーシップを高め、チーム内の信頼を深めたり活性化を図るプログラムを提供している。

## アーサー・マレー スタジオで扱うダンス種目
合計40種目以上を扱っている。

### ■アメリカンスタイル

#### スムース（Smooth）
- ワルツ
- タンゴ
- フォックストロット　スローフォックストロットとクイックステップの元になったダンス
- ヴェニーズワルツ (ウィンナワルツ)[63]

※競技ダンスの種目では、かつては、ピーボディ(Peabody)というダンスを含んでいた。

#### リズム（Rhythm）
- チャチャ　アメリカでは「チャチャ”チャ”」ではなく、「チャチャ」と呼ばれている。
- ルンバ　日本ではイギリスを経由して「ボックスルンバ」「スクエアルンバ」として入ってきた元のダンスである。
- スウィング (イーストコーストスウィング)
- ボレロ　ボレロはスペインとキューバに起源を持つ官能的で、なめらかでゆっくりした揺れ動くようなステップが特徴的なダンス。[65]
- マンボ　日本のパーティダンスで行わるマンボとは異なる。

※競技種目では、時にサンバとウエストコーストスウィングを含む場合がある。
■インターナショナルスタイルとは下記の5点で違いがある。
1. [種目]
2. [ダンスのフレーム]考えられうる限り開放的で自由である。映画やミュージカルで見られるペアダンスに雰囲気が近い。
3. [衣装]ダンスフレームと同じように、革新的で自由な衣装を用いる。スムースでもラテンの衣装のように見えるドレスが用いられることもある。袖部分のフロートがないことも特徴の一つである。
4. [テクニック]アメリカンスムースは、インターナショナル・スタイルと同じフットワーク、スウィング、スウェイ、ライズ＆フォール、頭のポジションを特徴としている。スムースのフレームの多くはダンスフレームの外で行われるため、ラテンのダンス、腕のスタイル、各ダンスのドラマチックな解釈などの多くの原則もまた、重要なポイントになる。
5. [ソーシャルスタイルへの適用性]アメリカンスムースはもともとソーシャルスタイルを基盤にしている為、社交場からダンスパーティ、ナイトクラブへの移行がインターナショナルスタイルに比べて容易であること。

### ■インターナショナルスタイル

#### スタンダード(Standard)
- ワルツ (スローワルツ)
- タンゴ (コンチネンタルタンゴ)
- スローフォックストロット
- クイックステップ
- ヴェニーズワルツ (ウィンナワルツ)

#### ラテン(Latin)
- チャチャチャ
- サンバ
- ルンバ (キューバンルンバ)
- パソドブレ
- ジャイヴ

### ■スペシャリティ／スウィング／クラブダンス／カントリーダンス
- メレンゲ
- サンバ
- ハッスル　ニュースタイルハッスルの元となったディスコダンス
- サルサ
- バチャータ　ドミニカ発祥のギターをベースとした音楽で踊られるロマンティックなダンス
- ナイトクラブ2ステップ 　1960年代にバディ・シュウィマーが作ったミドルテンポバラードのダンス
- ズーク
- ウエストコーストスウィング　アメリカ西海岸で生まれたR&B、ディスコ、ブルース、ポップ等幅広い音楽で踊るスムーズなダンス
- リンディホップ　1920年代から大流行したスウィングの代表的なダンス。ダイナミックさと即興性が特徴
- チャールストン　1910年代に登場して大流行し、リンディホップの元となった。ストリートダンスにも影響している。
- バルボア　1920年代に南カリフォルニアのバルボア半島で生まれ、1930年～40年代に大流行したスウィング。早い曲で小回りのきくダンス。
- アルゼンチンタンゴ
- ミロンガ　Milonga アルゼンチンタンゴの踊りの1種。
- タンゴヴァルス　Tango Vals アルゼンチンタンゴのワルツ。
- サンバヂガフィエラ　ブラジルのペアで踊るサンバの一形式
- ピーボディ　アメリカで1910～20年代にラグタイム時代の早いフォックストロットから発生したダンス
- ロックンロール　1950~1960年代初期に大流行し、ファンク、ディスコ、ハウス、テクノ、ヒップホップにつながったスウィングダンスの一つ。
- ポルカ 　チェコ、ボヘミア地方を起源とする民族舞踊を起源とする踊り。
- ブギウギ
- シャグ
- ジルバ
- ブルース
- 2ステップ
- カントリー・ウエスタン・ワルツ
- テキサス・2ステップ
- カントリー・スイング
- カントリーシャッフル
- カントリー2ステップ
- カントリーチャチャ

等、最新の流行のダンススタイルを常時教えている。

### その他のダンス
この他、年2回、世界中のアーサー・マレースタジオで同時に行われる6週間のフェスティバル期間には、チアダンス、フラメンコ、バレエ、ヒップホップ、ラインダンス、コアリズム、ファンキアード（Samba Funkeado、ブラジルのサンバとヒップホップの組み合わさったダンス）等の普段取り上げないダンスも行われている。海外にはズンバのフィットネスクラスを併設しているスタジオもある。

### ■様々なスタイルのダンスを学ぶこと
「この趣味（ダンス）の最も素晴らしい点の一つは、どちらの側（アメリカンスタイルとインターナショナルスタイル）を選ぶ必要がない、ということです。実際、ペアダンスの踊り手は、誰でも両方のスタイルから学び、ダンスの上達に役立てることができます。どちらの側にも熱心なダンスの学び手がいますが、一方の側を他方の側に優先させると、ダンスの旅路の全体の楽しみが制限されるのです。
アメリカンスムースのトップレベルの専門家の多くはインターナショナルスタンダードのダンス講師と仕事をしており、インターナショナルスタンダードのトップレベルの専門家の多くはアメリカンスムースのコーチと仕事をしている。なぜでしょう。それは、どちらの側も相手のしていることを評価しており、特にダンスの旅路を通して、新しいことに挑戦することで常に何かを得ることができるからです。この2つのダンススタイルの違いについての疑問が解消されることを願っています。」とし、どのダンスをも分け隔てなく学ぶことが推奨されている。

## 日本におけるアーサー・マレーのフランチャイズスタジオ
■2019年現在、オープンしているスタジオは次の5拠点である。
- アーサー・マレー横浜ダンスアカデミー (神奈川 横浜三ツ境) 2006年オープン
- アーサー・マレー大阪ダンススクール (大阪 心斎橋) 2009年オープン
- アーサー・マレー大高ダンススクール (愛知 瀬戸) 2012年オープン
- アーサーマレーダンスセンター サウス東京スタジオ (東京 蒲田・蓮沼) 2016年オープン
- アーサーマレーダンスセンター 神戸スタジオ (兵庫 神戸) 2016年オープン

■日本で開校されたことがあるスタジオは次の通りである。
- アーサー・マレー矢部ダンスセンター (栃木 日光) 　1998年にオープン。2019年現在はクローズ
- アーサー・マレー高田ダンスセンター（北海道　室蘭）2019年現在はクローズ
- アーサー・マレー佐賀ダンスセンター (北海道 旭川) 2019年現在はクローズ

## 日本におけるアーサー・マレーとアメリカンスタイルの流入
- 日本において、アメリカのペアダンスは戦前から流入しており、1910年代からフォックストロットやジッターバグ等が人気を博していた。
- 日本の社交ダンス界の王と呼ばれ、日本のダンス教師の草分けであり、「日本舞踏教師協会(JATD）」（現在の「日本社交舞踏教師協会」(NATD)）を発足させ、ヴィクター・シルベスターの「モダン・ボールルーム・ダンシング」と「セオリー・アンド・テクニック・オブ・ボールルーム・ダンシング」の訳本等を上梓し、インターナショナルスタイルを日本に根付かせた玉置眞吉（たまき しんきち）が、おそらく初めての紹介者であろうと思われる。戦後、玉置眞吉は、ダンス雑誌において、アーサー・マレーとアメリカンスタイルを包括的に紹介する記事を連載している。
- 1947年7月25日(昭和22年)の『社交タイムス』で玉置は「世の中に目を転じてみよう。多くの人がイングリッシュ・スタイルにこだわらずに踊りを楽しんでいるではないか。ダンス人口の裾野を広げ、生活の中にダンスを定着させるには絶好の機会だ。ダンス教師たる者、これからはイングリッシュ・スタイルだけでは不十分で、やさしいアメリカのダンスも知らなくてはならない」と書いている。
- 1950年12月（昭和25年）「ダンスと音楽」にはアメリカのアーサー・マレーの本『いかにしたらよいダンサーになれるか How to become a good dancer』を翻訳して紹介している[71]。「心理的にも肉体的にも骨が折れない」アーサー・マレーのダンスは、玉置の目指すものと一致したからである。
- 1952年(昭和27年)には、アーサー・マレーの監修したダンス・レコードアルバムが、玉置の解説書付きでキングレコードから発売された。玉置はかなりの入れ込みようだったとみてよい。 「英国風ダンスの輸入の家元を以って任ずる私」が、アーサー・マレーのようなアメリカンスタイルを紹介するのは、「一寸皮肉に見える」と書いている。しかし、「今でも熱心な英国舞踏の研究家であり、英国ダンスに対する熱意を有している」自分が、アメリカンスタイルの社交ダンスを啓蒙するのは、「ダンスに対する愛着」があるからだと言っている。しかし、アメリカンスタイルの紹介の連載は、イングリッシュスタイルが幅を利かせる日本の読者からの批判もあり、打ち切られてしまったという[72]。
- 玉置眞吉は『社交ダンスの踊り方』(1958年／昭和33年)という本の中でアーサー・マレーのダンス上達法に関するアドバイスの25項目を掲載している[73]。
- 昭和27年1月号（1952年）のダンス雑誌「ダンスと音楽」(モダン・ダンス社)には松田武雄[74] による「アーサー・マレー・ダンス学校視察記：アメリカに於けるボールルーム・ダンスの生態」という記事が掲載されている[75]。
- 1957年(昭和32年)に出版された佐々木励による『社交ダンスの習い方』(金園社)には「アーサー・マレー・スタイル・マンボ」が3ページにわたって紹介されている[76]。
- なお、米国にインターナショナルスタイルや競技化したダンスが流入するのは、1960年代に入ってからの為、かつての日本人が見たアーサー・マレースタジオの様子はソーシャルスタイルの時代だったことがうかがえる。